# کوچه مروارید
کوچه مروارید یک مجموعه نمایش خانگی به کارگردانی سعید سالارزهی و با بازنویسی آرزو صدیقی، ویژهٔ مخاطبان کودک و تولید سال ۱۳۹۳ می‌باشد. در این سریال ۲۵ شخصیت عروسکی، به همراه رامبد جوان، علیرضا خمسه، آناهیتا همتی و عارف لرستانی نقش آفرینی می‌کنند. همچنین محمد بحرانی صداپیشهٔ نقش جناب‌خان می‌باشد.

## کپی برداری
پایگاه خبری شفقنا در یادداشتی نوشته است که نه تنها شخصیت عروسکی جناب‌خان، بلکه اصل برنامه کوچه مروارید کپی‌برداری و به نوعی سرقت هنری از دو مجموعه سه‌سمی استریت و ماپت شو است. شفقنا نوشته است: ″عروسک جناب‌خان کپی تقریباً بی‌نقصی از شخصیت تلی مانستر (Telly Monster) در سه‌سمی استریت است و از سویی شباهت بسیار زیادی هم با شخصیت فازی بر (Fozzie Bear) از مجموعهٔ ماپت شو دارد. دیگر عروسک‌های ″کوچه مروارید″ هم هر یک به نوعی، ناقص یا کامل، از دو مجموعهٔ سه‌سمی استریت یا ماپت شو کپی‌برداری شده‌اند. حتی آنونس موزیکال ″کوچه مروارید″ هم با جملهٔ ″کی می‌دونه کوچه مروارید کجاست؟ اگه گفتی؟ ″ شروع می‌شود که گرته‌برداری از شعر ″می‌تونی راه سه‌سمی استریت رو به من نشون بدی؟ ″ است. عنوان ″کوچه مروارید″ هم که بی‌شک کپی‌برداری یا همان نسخهٔ بومی ″خیابان کنجد″ است. ″

## بازیگران، صداپیشه‌ها و عروسک‌گردانان
- رامبد جوان
- علیرضا خمسه
- عارف لرستانی
- آناهیتا همتی
- هستی محمایی
- محمد بحرانی
- محمد نادری
- محمدرضا هدایتی
- مهران نائل
- آذین رئوف
- مارال حاجی‌زاده
- کاوه توکلی
- مهدی شاه‌پیری
- محمد لقمانیان
- لیلی رهنما
- مرتضی مشکات
- اردشیر منظم
- آزاده مویدی‌فر
- علیرضا ناصحی
- مهدی برقعی
- حامد ذبیحی
- علی اعتصامی‌فر[۱۴]